# شتامباخ
شتامباخ (به آلمانی: Stammbach) یک منطقهٔ مسکونی در آلمان است که در هوف واقع شده‌است. شتامباخ ۲٬۵۱۶ نفر جمعیت دارد.